# Élevage en Guinée
Ne doit pas être confondu avec Élevage en Guinée-Bissau.
L′élevage en Guinée concerne surtout des bovins, des chèvres, des moutons, des porcs et des chevaux.

## Types d'élevages

### Bovins
En Guinée, le principal élevage est celui des bovins de race Ndama.
Les Peuls élèvent beaucoup de Ndamas Fulas et en possèdent des troupeaux de plusieurs centaines de têtes.
Cet élevage est en difficulté à cause du manque de terrains de pâturage.

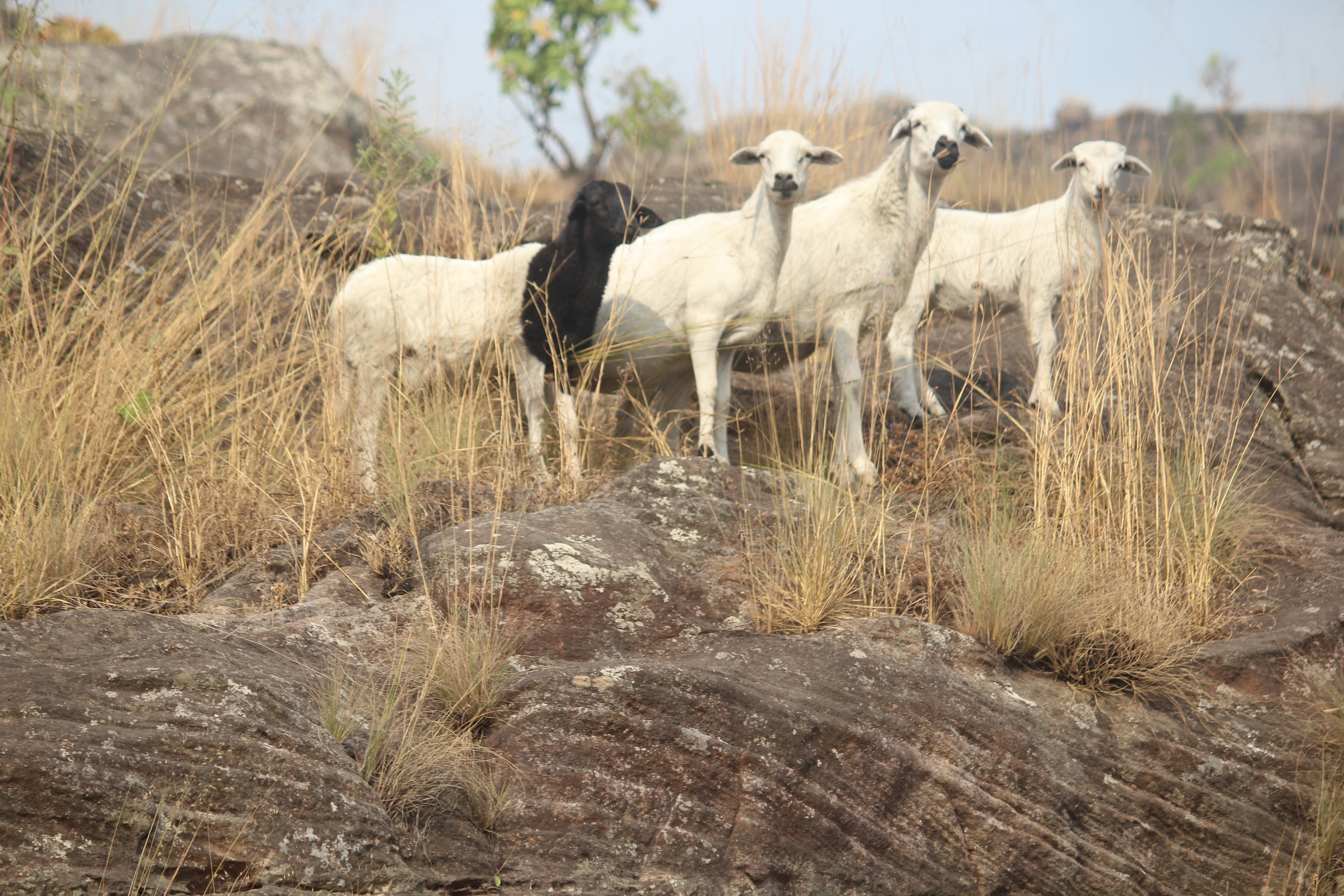
Moutons sur le mont Gangan à Kindia

### Moutons et chèvres
En Guinée, on élève des moutons  de la race Djallonké et des chèvres de la race naine Anã.
L'élevage est en général familial et le lait est consommé par des nourrisson dans des villages en moyennes guinée.

### Porcs
Le porc est élevé dans deux des quatre région de la Guinée, notamment la Basse Guinée et surtout en Guinée forestière.

### Chevaux
Les chevaux sont beaucoup plus dans le Badiar au nord-ouest de la Guinée, sur le littoral et en Haute-Guinée.

### Volailles
À part l'élevage en familial traditionnel, l'élevage de volailles est professionnalisé aux abords des grandes villes de la Guinée notamment à Conakry, Coyah, Boké, etc...